# Biotrasformazione
La biotrasformazione è un processo metabolico per rendere maggiormente idrosolubile una sostanza. Essa è specialmente importante per espellere farmaci o xenobiotici. Il processo della biotrasformazione si svolge essenzialmente nel fegato anche se marginalmente altri organi (polmone, rene, intestino) possono contribuire alla trasformazione. Questa si svolge in tre fasi.

## I fase
Nella prima fase, gli xenobiotici vengono preparati per la fase II. La prima fase è detta di funzionalizzazione poiché vengono introdotti o esposti gruppi idrofili nello xenobiotico in modo da renderlo più idrofilo quindi più facilmente escreto.
Esempi di queste reazioni sono:
- Idrolisi (peptidasi)
- Riduzione
- Ossidazione (citocromo P450, aldeidi deidrogenasi)

## II fase
Le reazioni di II fase sono dette di coniugazione. Vengono formati i coniugati, per esempio con l'acido glucuronico. Aumenta così il peso molecolare e l'idrosolubilità dello xenobiotico per una migliore escrezione.
Tutti gli enzimi della II fase sono transferasi.

## III fase
La III fase consiste nel trasporto dei metaboliti finali fuori della cellula o dal corpo.

## Citocromo P450
Il citocromo P450 è una superfamiglia di isoenzimi epatici che, trasferendo elettroni, catalizzano l'ossidazione di molti composti di origine endogena oltre ai farmaci eventualmente assunti (metabolismo di fase I).